# Bruno Fernandes de Souza
Bruno Fernandes das Dores de Souza (sinh ngày 23 tháng 12 năm 1984 tại Ribeirão das Neves của Brazil), còn biết đến với tên gọi Bruno là cựu thủ môn người Brazil. Đây là thủ môn được biết đến nhiều nhất qua vụ việc chặt bạn gái của mình thành nhiều mảnh rồi đem cho chó ăn.

## Sự nghiệp
Bruno từng là cựu thủ môn đầy tài năng của câu lạc bộ Flamengo, đã từng là đội trưởng Flamengo vô địch Brazil năm 2009 và được liên hệ để chuyển đến câu lạc bộ AC Milan. Thủ môn này có tương lai khi có thể cùng đội tuyển Brazil tại World Cup 2014. Sau đó Montes Claros đang chơi ở giải Mineiro ký hợp đồng 5 năm.
| “                                                    | Chúng tôi muốn trao cho cậu ấy cơ hội làm lại cuộc đời. Cậu ấy là một thủ môn giỏi, có thể nâng tầm đội bóng và đó cũng là cơ hội để Montes Claros được biết đến rộng rãi hơn | ” |
| — Ville Mocellin - Chủ tịch Câu lạc bộ Montes Claros | |   |

## Thành tích
(Tính đến ngày 6 tháng 6 năm 2010)
| CLB                 | Mùa  | Giải | Giải | Giải    | Série A | Série A | Série A | Brazilian Cup | Brazilian Cup | Brazilian Cup | Copa Libertadores | Copa Libertadores | Copa Libertadores | Copa Sudamericana | Copa Sudamericana | Copa Sudamericana | Tổng | Tổng | Tổng    |
| CLB                 | Mùa  | Trận | Bàn  | Assists | Trận    | Bàn     | Assists | Trận          | Bàn           | Assists       | Trận              | Bàn               | Assists           | Trận              | Bàn               | Assists           | Trận | Bàn  | Assists |
| ------------------- | ---- | ---- | ---- | ------- | ------- | ------- | ------- | ------------- | ------------- | ------------- | ----------------- | ----------------- | ----------------- | ----------------- | ----------------- | ----------------- | ---- | ---- | ------- |
| Atlético Mineiro    | 2005 | -    | -    | -       | 24      | 0       | 0       | -             | -             | -             | -                 | -                 | -                 | -                 | -                 | -                 | 24   | 0    | 0       |
| Atlético Mineiro    | 2006 | -    | -    | -       | 14      | 0       | 0       | 7             | 0             | 0             | -                 | -                 | -                 | -                 | -                 | -                 | 21   | 0    | 0       |
| Tổng                | Tổng | -    | -    | -       | 38      | 0       | 0       | 7             | 0             | 0             | -                 | -                 | -                 | -                 | -                 | -                 | 45   | 0    | 0       |
| Corinthians         | 2006 | -    | -    | -       | 0       | 0       | 0       | -             | -             | -             | -                 | -                 | -                 | -                 | -                 | -                 | 0    | 0    | 0       |
| Tổng                | Tổng | -    | -    | -       | 0       | 0       | 0       | -             | -             | -             | -                 | -                 | -                 | -                 | -                 | -                 | 0    | 0    | 0       |
| Flamengo (cho mượn) | 2006 | -    | -    | -       | 17      | 0       | 0       | -             | -             | -             | -                 | -                 | -                 | -                 | -                 | -                 | 17   | 0    | 0       |
| Flamengo (cho mượn) | 2007 | 14   | 0    | 0       | 36      | 0       | 0       | -             | -             | -             | 8                 | 0                 | 0                 | -                 | -                 | -                 | 58   | 0    | 0       |
| Flamengo            | 2008 | 17   | 0    | 0       | 37      | 1       | 0       | -             | -             | -             | 8                 | 1                 | 1                 | -                 | -                 | -                 | 62   | 2    | 1       |
| Flamengo            | 2009 | 18   | 1    | 0       | 37      | 0       | 0       | 6             | 0             | 0             | -                 | -                 | -                 | 2                 | 0                 | 0                 | 63   | 1    | 0       |
| Flamengo            | 2010 | 17   | 0    | 0       | 7       | 1       | 0       | -             | -             | -             | 9                 | 0                 | 0                 | -                 | -                 | -                 | 33   | 1    | 2       |
| Tổng                | Tổng | 66   | 1    | 0       | 134     | 2       | 0       | 6             | 0             | 0             | 25                | 1                 | 1                 | 2                 | 0                 | 0                 | 234  | 4    | 1       |

Theo website chính thức của Flamengo và Flaestatística.

## Vụ việc
Năm 2010, anh đã gây ra chấn động cho thế giới nói chung và tại Brazil nói riêng khi gây tội ác giết chết cô bạn gái Eliza Samudio và sau đó băm xác cô người mẫu từng tuyên bố có quan hệ với Cristiano Ronaldo rồi đem cho chó ăn và một phần xác thì trộn vào bê tông để phi tang.

### Bối cảnh
Bruno đã lần đầu gặp mặt Samudio tại một bữa tiệc năm 2009, và sau đó hai người dần nảy sinh tình cảm. Chuyện gì đến rồi cũng sẽ đến, Samudio tuyên bố có thai với Bruno và yêu cầu anh phải có trách nhiệm, rằng anh không thể dửng dưng sau tất cả những gì đã xảy ra. Rạn nứt bắt đầu xuất hiện khi Bruno bắt cô và yêu cầu hủy cái thai đi nhưng cô không đồng ý.

### Hành vi
Samudio sinh hạ một bé trai khỏe mạnh và đặt tên là Bruninho. Nhằm tránh phải chu cấp tiền nuôi Bruninho, được sinh vào tháng 2 năm 2010, Bruno cùng 8 nghi can khác đã lên kế hoạch bắt cóc và giết hại Samudio. Anh yêu cầu cô gái đến khách sạn để lấy mẫu xét nghiệm ADN rằng mình là cha đứa trẻ, đồng thời hứa rằng sẽ nhận là cha đứa bé và cho cô một căn hộ. Sau khi Samudio đến khách sạn, Bruno cùng những kẻ đồng lõa đã bắt cóc, tra tấn, sát hại và chặt xác, phi tang cô.

### Kết án
Với tội danh bắt cóc và giết người, Bruno đã bị tòa án tuyên phạt mức án 22 năm 3 tháng tù vì hành vi giết người man rợ, vô nhân tính và khiến dư luận Brazil cảm thấy rùng mình mỗi khi nhắc lại bởi tội ác man rợ của Bruno. Ban đầu thì anh chỉ bị buộc tội bắt cóc con tin với án tù 4 năm, 6 tháng, nhưng trước những bằng chứng bổ sung thì anh phải chịu án cao hơn nhiều.
Theo luật pháp Brazil, bất cứ phạm nhân nào cải tạo tốt trong khoảng thời gian 3 đến 4 năm đều được xem xét tại ngoại. Tuy nhiên, bản án của Bruno được giảm nhẹ so với mức án lên đến 41 năm tù như dự kiến là do sự hối lỗi và hợp tác điều tra của thủ môn này để nhận được lượng khoan hồng. Luật pháp sở tại quy định, những người nhận hình phạt như Bruno có thể sẽ được trả tự do trong khoảng 3-4 năm phụ thuộc hành vi trong quá trình cải tạo.